# Vino de rejalgar

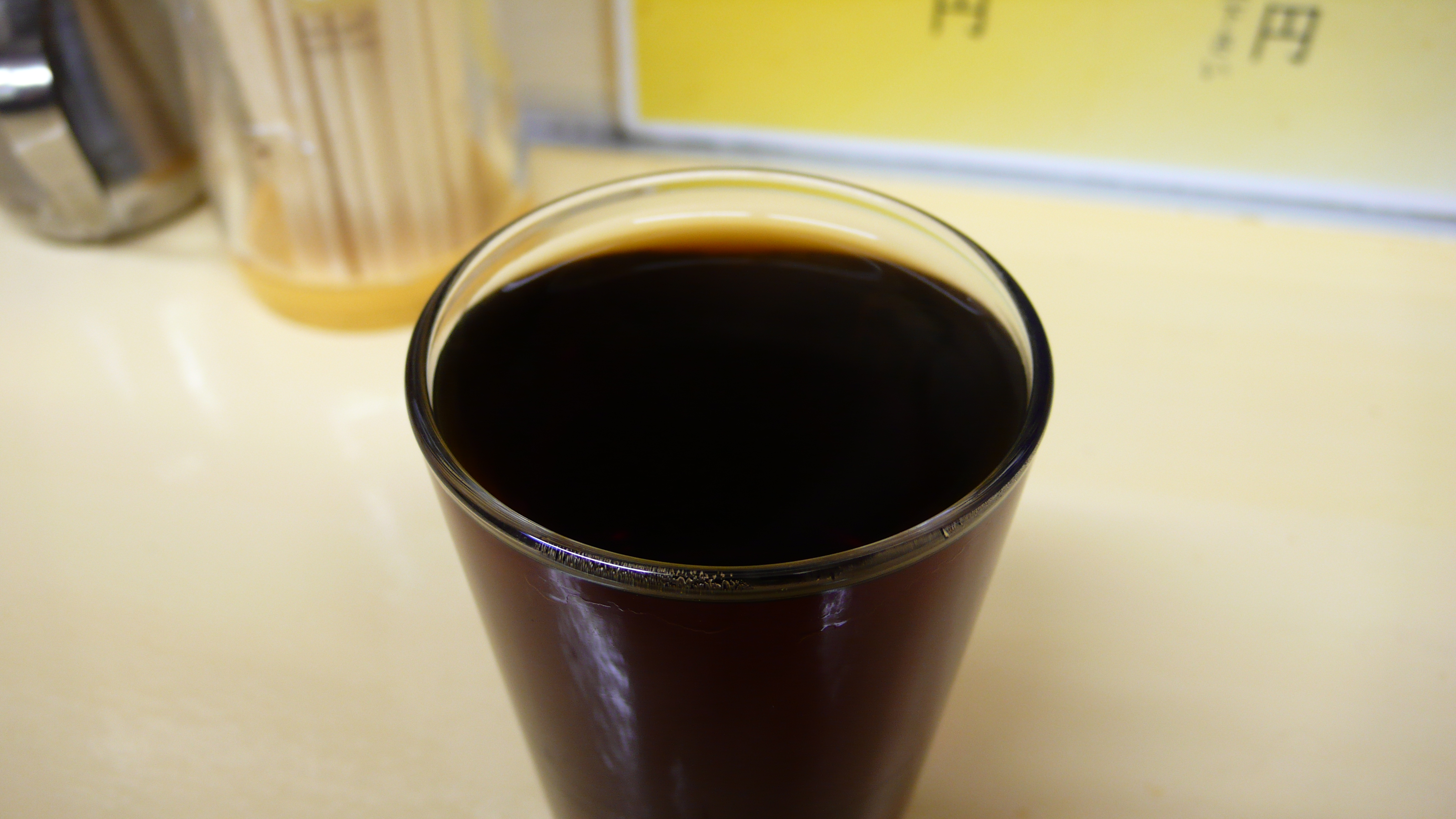
Un vaso de vino fermentado

Vino de rejalgar, o licor de rejalgar (chino simplificado: 雄黄酒; chino tradicional: 雄黃酒; pinyin: xiónghuángjiǔ), es un tipo de licor condimentado con el rejalgar sobre licor destilado (白酒) o vino fermentado (黃酒). En China, tomar este tipo de licor es una práctica muy popular durante la Fiesta del Barco-Dragón (端午節). 
El rejalgar está incluido en la lista de la medicina china tradicional, llamado xiónghuáng (雄黃); lo utilizan para la protección corporal y contra las enfermedades.
Los antiguos chinos creían que el rejalgar era un antídoto para todos los venenos, y por lo tanto más eficaz para ahuyentar a los malos espíritus y matar insectos. Así que todo el mundo bebía un poco de licor de rejalgar en la Fiesta del Dragón; y los niños, con el sinograma de “rey” (王) escrito en la frente con el mismo licor, llevaban un amuleto hecho de rejalgar.

## Leyenda e historia
Según la leyenda, el comienzo de esta costumbre se debe al suicidio de Qū Yuán (屈原). La gente no quería que los peces dañaran su cuerpo; y tiraban zòngzi (粽子, rellenos de arroz) y huevos de pato en salazón (鹹蛋) para alimentarlos. Un médico también echó un líquido de rejalgar para marearlos. Un rato después, un jiāolóng (蛟龍, un tipo de dragón acuático) salió del río; el público lo mató e hicieron collares y pulseras con su tendón para los niños.
En China existe un dicho: “la mañana de la Fiesta del Dragón Bote, y la noche de la Fiesta de Medio Otoño”, durante la Fiesta del Dragón Bote, habrá mucha lluvia por la mañana sobre las 7 y 9. Estas horas, en el horario tradicional de China, es la hora de Chén (辰). “Chén” simboliza el dragón, por eso tomaban el licor de rejalgar sobre estas horas para evocar la prosperidad durante el año.